# Львов, Владимир Евгеньевич
Владимир Евгеньевич Львов (7 сентября 1904 Санкт-Петербург — 2000, Санкт-Петербург) — советский писатель и популяризатор науки.

## Биография
С 1914 по 1918 учился в знаменитой гимназии Карла Мая (в 1918 национализирована).
Окончил физико-математический факультет Ленинградского университета.
В 1929 году совместно с Яковом Перельманом создал в Ленинграде один из первых в СССР «Кружок межпланетных сообщений», деятельность которого отметил Константин Циолковский, отозвавшийся о Владимире Львове как о «талантливом пропагандисте новых идей».
Автор многих книг и публицистических журнальных работ, посвящённых вопросам истории науки, освоения космоса, философским и идеологическим проблемам науки и культуры.

## Книги
- 1929. «Завоевание полярных стран»
- 1958. «Жизнь Альберта Эйнштейна» (Серия «Жизнь замечательных людей»).— М.: Молодая гвардия, 1958.— 318 с.
- 1959. «Жизнь Альберта Эйнштейна».— М.: Молодая гвардия, 1959.— 378 с.
- 1961. «Он указал путь к звездам»
- 1962. «Покорение планеты»
- 1962. «Час космоса»
- 1963. «Страницы жизни Циолковского»
- 1969. «Молодая вселенная»
- 1974. «Фабриканты чудес».— Л.: Лениздат, 1974.— 300 с.
- 1977. Загадочный старик: повести.— Л.: Советский писатель, Ленинградское отделение, 1977.— 270 с.